# Reproduktionsklavier
Das Reproduktionsklavier ist ein automatisches Klavier, das von einem Pianisten in einem speziellen Aufnahmestudio eingespielte Musikstücke inklusive der Anschlagsdynamik weitestgehend authentisch wiedergeben kann, eben reproduziert.

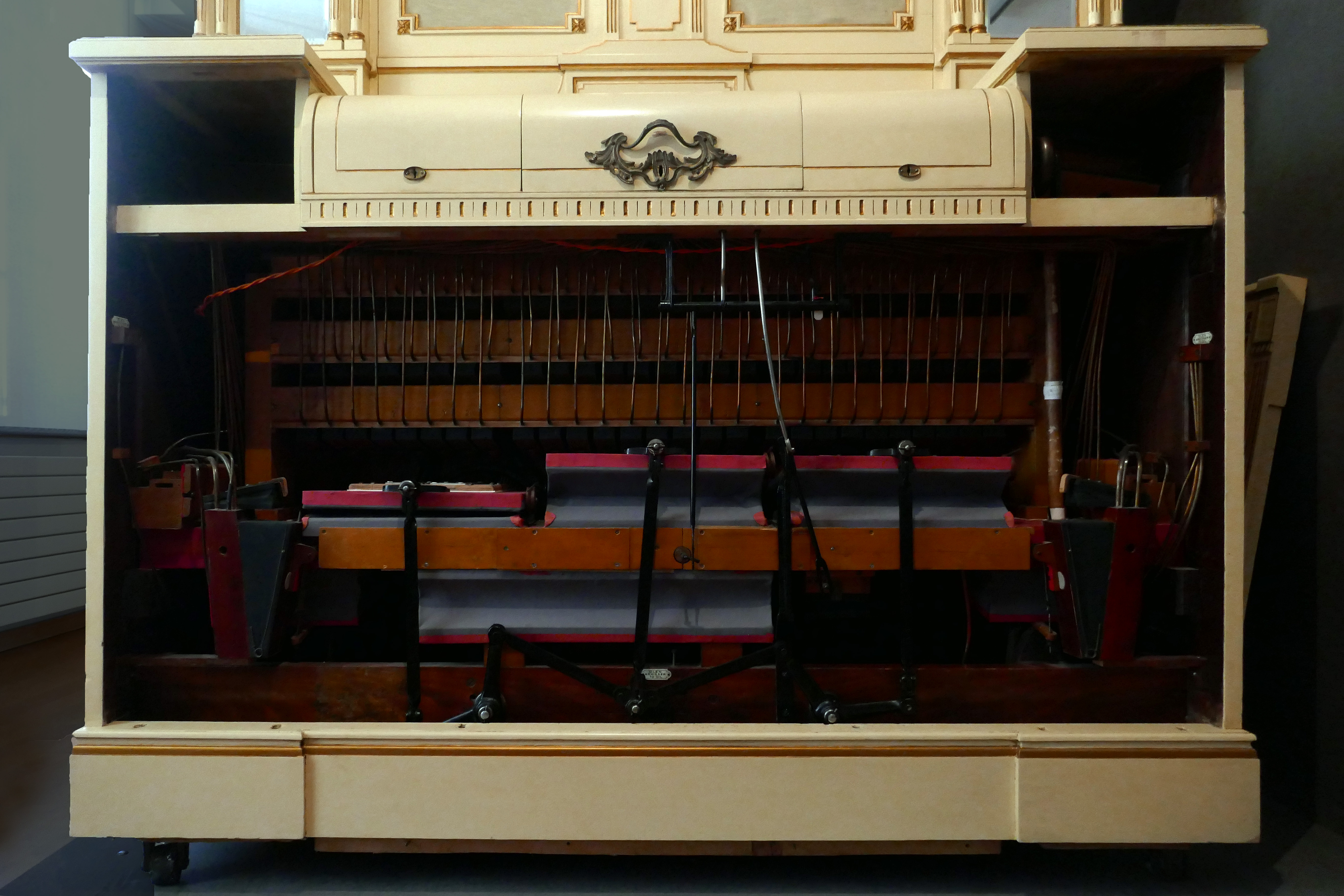
Innenansicht des Welte-Mignon Kabinett Reproduktionsklaviers

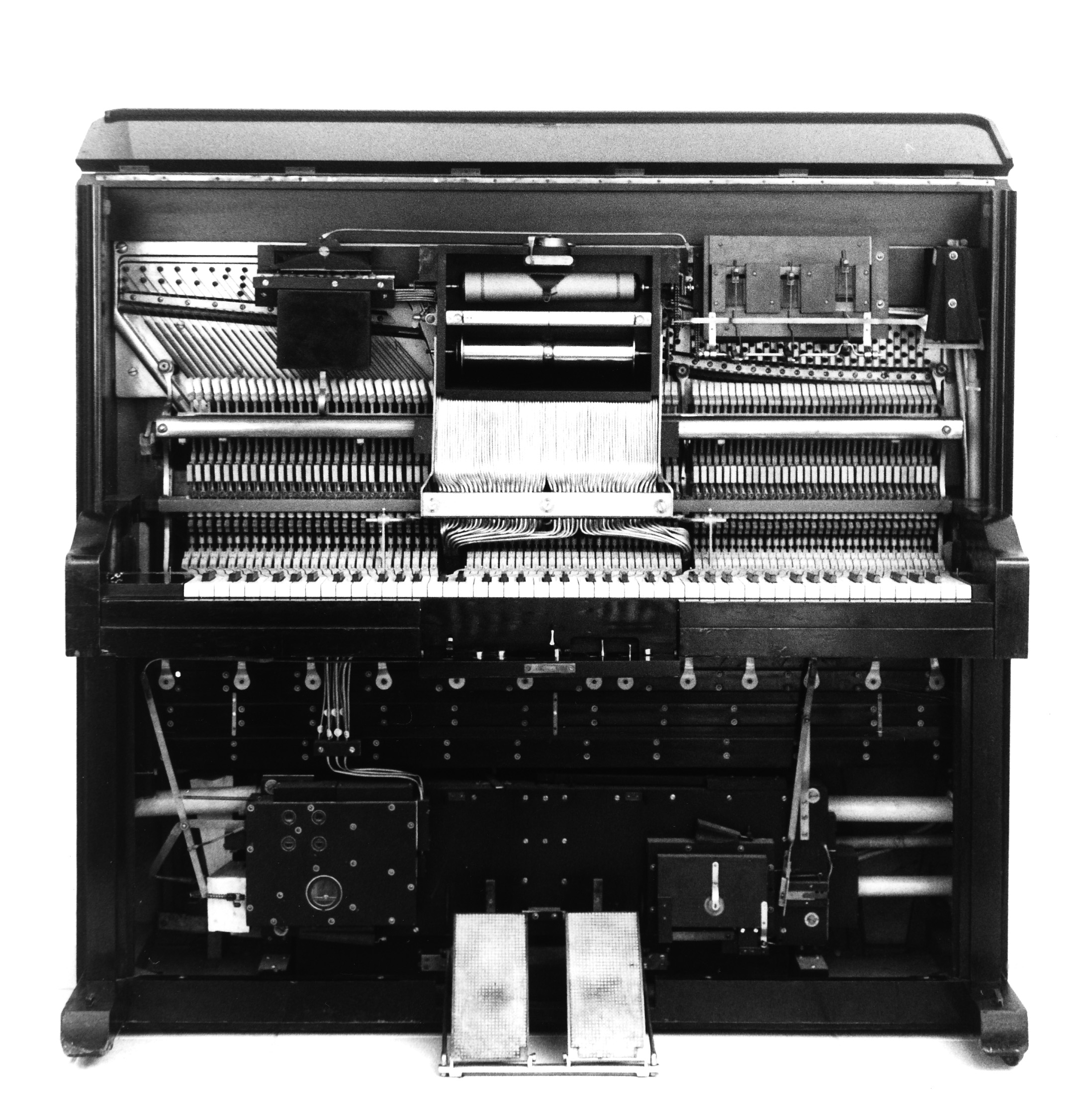
Hupfeld Tri-Phonola Reproduktionsklavier

Diese zuerst pneumatisch gesteuerten Instrumente benutzen als Tonträger Lochstreifen aus Papier, die sogenannte „Notenrolle“ oder „Klavierrolle“. Das erste Reproduktionsklavier kam 1905 mit dem Welte-Mignon genannten Instrument der Firma M. Welte & Söhne auf den Markt.
Weitere Hersteller von Reproduktionsklavieren waren in Deutschland die Leipziger Ludwig Hupfeld AG 1908 mit einem DEA genannten Instrument, das später vom verbesserten Modell Triphonola abgelöst wurde. Ebenfalls 1908 präsentierte die J. D. Philipps A.G. in Frankfurt am Main das Modell „DUCA“ zur Leipziger Messe.
In den Vereinigten Staaten entwickelte die Aeolian Company in New York City das Duo-Art-Klavier, das ab 1913 verkauft wurde und die American Piano Company ebenfalls in New York City, 1913 ein nach seinem Entwickler Charles F. Stoddard benanntes Modell Stoddard-Ampico.
Das Kunstspielklavier benötigte zur ansatzweise künstlerischen Wiedergabe eine Person zur Bedienung, den Pianolisten, das Elektrische Klavier bzw. das Pianola ist ohne Pianolisten dazu gar nicht in der Lage.
Von 1986 an produzierte der Klavierhersteller Bösendorfer in Wien den „Computerflügel“ Bösendorfer SE290. Dieser konnte durch eine elektronische Aufnahmeeinrichtung das Spiel eines Pianisten aufnehmen und reproduzieren. Die Aufnahmen konnten anschließend elektronisch editiert werden.

## Aufnahmeverfahren

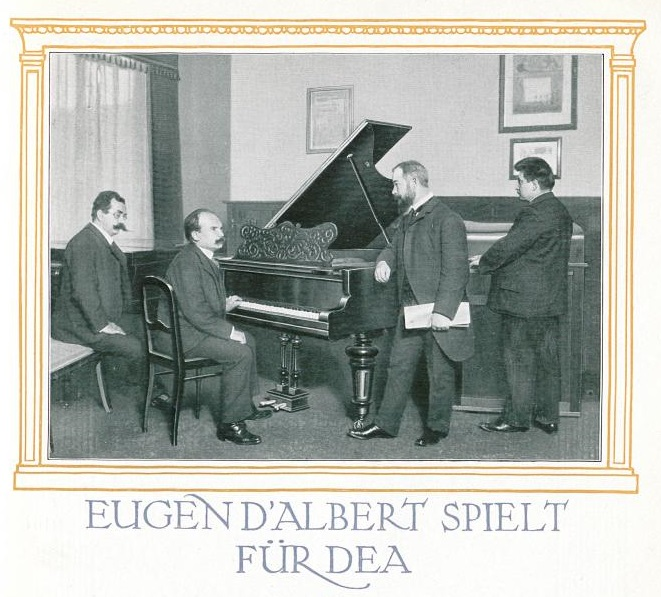
Aufnahme für das Reproduktionsklavier Hupfeld DEA

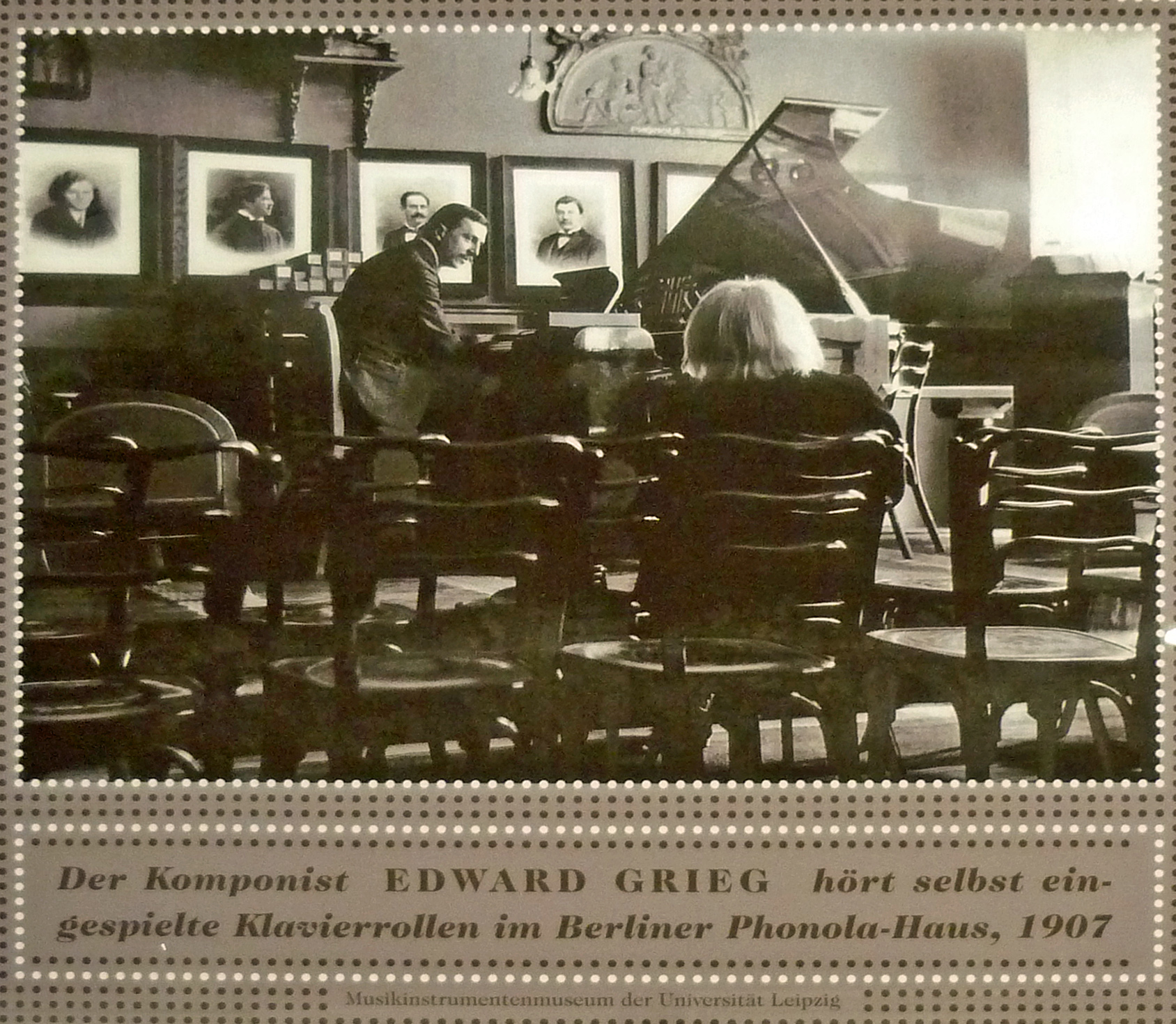
Edvard Grieg bei Hupfeld

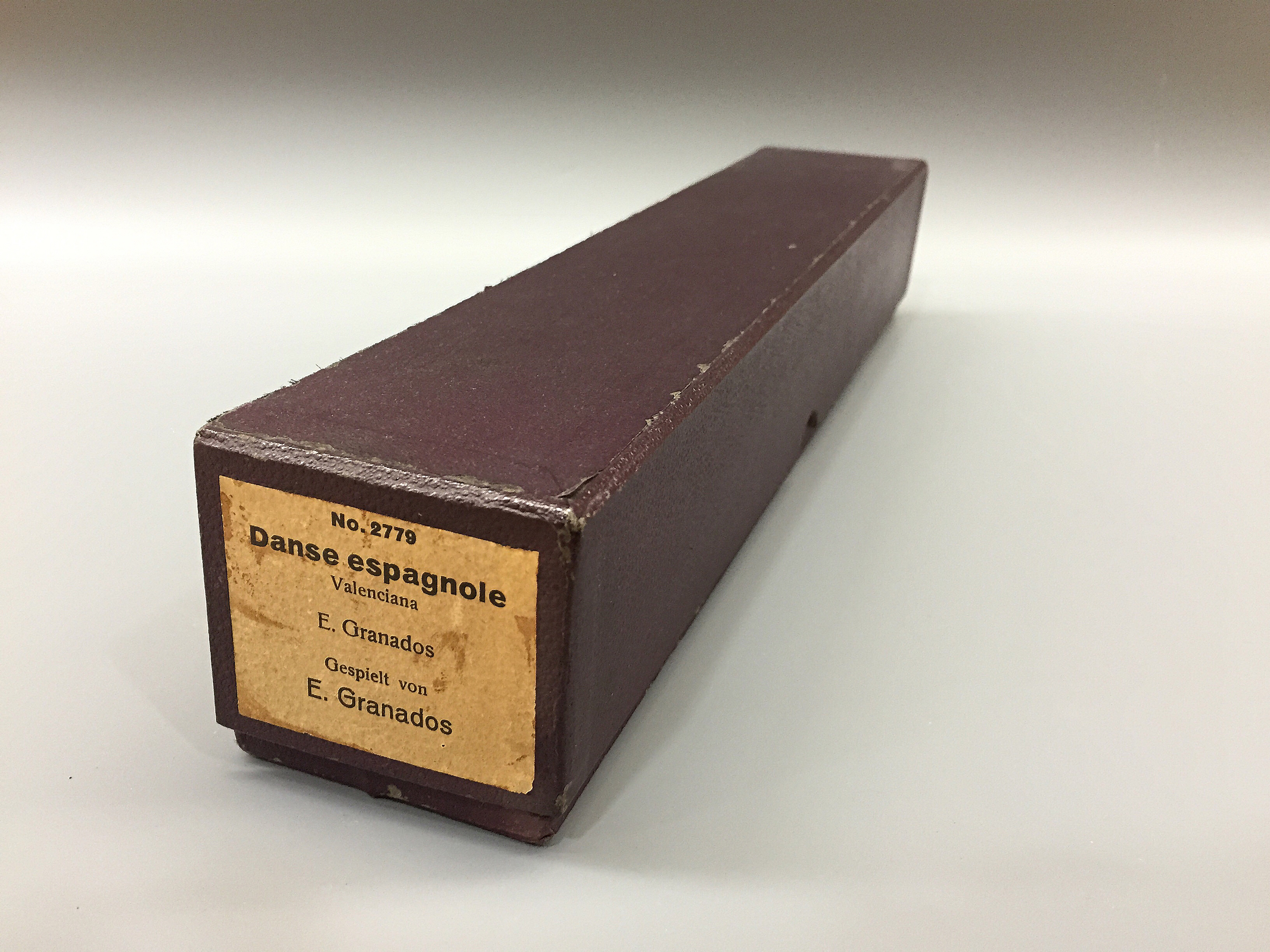
Notenrolle für Welte-Mignon Reproduktionsklavier

Die benutzten Aufnahmeverfahren sind unterschiedlich und nur zum Teil dokumentiert, im Falle des Welte-Mignon gar nicht, da es geheim gehalten wurde. Im Museum für Musikautomaten in Seewen (Schweiz) ist ein Teil der Aufnahmetechnik für Welte Orgeln erhalten und ausgestellt – Experten gehen davon aus, dass die Piano-Aufnahmeapparatur sehr ähnlich gewesen sein muss. Eine ausführliche Dokumentation des Aufnahmeverfahrens ist erhalten für die AMPICO Technik. Zahlreiche Schilderungen der Pianisten in Tagebüchern und Referenzen, die auf den verschiedenen Systemen aufgenommen haben, geben Eindrücke von dem Ablauf der Aufnahme und Nachbearbeitung.

## Bauformen
Das Reproduktionsklavier wurde in vier verschiedenen Bauformen angeboten, als Vorsetzer zum Betrieb an einem vorhandenen Klavier, als reines Wiedergabeinstrument Kabinett ohne Klaviatur, eingebaut in Klaviere und eingebaut in Flügel. Die Reproduktion konnte vollautomatisch auf Knopfdruck erfolgen, oder durch den Pianolisten anhand der auf den Notenrollen vorhandenen Angaben bezüglich Pedalisierung und Betonung.

## Disklavier
Im Jahr 1987 brachte die Firma Yamaha das Disklavier auf den Markt, das Aufzeichnung und Wiedergabe aller Spielparameter über Disketten ermöglichte. Das Instrument ist auch über MIDI mit entsprechender Peripherie verbindbar. Heute werden auch Instrumente von Bösendorfer mit diesem System angeboten.

## Spirio
Seit 2017 vertreibt Steinway & Sons die Flügelmodelle O, B und D gegen Aufpreis mit dem Reproduktionssystem „Spirio“. Dieses spielt mechanisch Daten aus einer elektronischen Steinway-Bibliothek ab, die in speziellen Studios in Hamburg bzw. New York erstellt wurde. Jeder Käufer eines Spirio-Flügels hat Zugriff auf die Bibliothek. Die Auflösung ist mit über 1000 Dynamikstufen detaillierter als die MIDI-Norm mit 127 Lautstärkestufen. Die zeitliche Auflösung erreicht nach Herstellerangaben bis zu 800 Signale pro Sekunde, die Dämpferabhebung wird in 256 Stufen moduliert. Das System muss beim Bau des Flügels mit eingebaut werden, eine Nachrüstung wird nicht angeboten.
Die Bibliothek an Spirio-aufgezeichneter Musik wird ständig erweitert. Steinway kommuniziert den Fortschritt auf seiner Website monatsweise.
Kritik an Spirio war anfangs, dass der Spirio-Besitzer sein Spiel nicht aufnehmen konnte, sondern nur vorgefertigte Musik bei Steinway abrufen und abspielen konnte. Mittlerweile ist das Spirio-System auch in einer Variante Spirio | R  lieferbar (R = Recording), mit dem man sein eigenes Spiel wahlweise auch aufzeichnen und am Computerschirm editieren kann.

## PianoDisc
Der große Erfolg des amerikanischen, auch nachrüstbaren Selbstspieler-Systems PianoDisc von der Westküste erlaubte es den Inhabern des Herstellers Burgett Inc., die Markenrechte des vormaligen Steinway-Konkurrenten Mason & Hamlin aufzukaufen und die Marke wiederzubeleben.

## Besonderheiten, Trivia
Der riesige Erfolg der Selbstspieler-Instrumente in den USA der 1900er und 1910er Jahre hatte einen Seiteneffekt – durch die Millionen in den USA gefertigten Klaviere, die in gut verdienenden Haushalten Einzug hielten, erschöpfte sich das bis dato von den US-Herstellern präferierte Klangholz, die Varietät der hellen Appalachen-Weißfichte. Es war ab ca. 1920 nicht mehr in der erforderlichen Qualität und Menge zu ernten. Die Hersteller wandten sich dann der sibirischen Varietät Sitka-Fichte zu, die man in Alaska und Kanada einkaufen ging. In weiterer Folge musste man erkennen, dass die sibirische Fichte nicht ganz so lange haltbar ist. Die Folgerungen hieraus sind zweigleisig: während in Europa ein gerissener Resonanzboden oft handwerklich repariert wird durch Ausspänen, unter Erhalt des originalen Klangbodens, werden in den USA ältere Flügel praktisch standardmäßig mit neuen Resonanzböden aus Sitkafichte ausgerüstet. Hierbei wird zum einen wenig auf das nicht mehr wiederbeschaffbare, originale Appalachenholz achtgegeben, und zum anderen in Kauf genommen, dass der so sanierte Flügel nach 30 oder 40 Jahren mit hoher Wahrscheinlichkeit wiederum einen neuen Resonanzboden brauchen wird. Zudem ändert sich die Klang-Charakteristik merklich; ein von Appalachenholz auf Sitka veränderter Flügel verliert einen erheblichen Teil seines vollen, warmen Klanges und wird spitzer, schriller mit Sitka. Auf diese Weise werden hybride Flügel erzeugt, die mit den alten Originalen dann wenig zu tun haben und als unauthentisch betrachtet werden dürfen – ein Zusammenhang, den amerikanische Sanierer und Hersteller oft aber bestreiten. Andererseits setzt seit einigen Jahren – unter den Anzeichen steigender Wertschätzung authentisch alter Instrumente – teils ein Umdenken ein, und der originale Klangboden wird, wenn nicht repariert, so doch eingelagert, um ihn ggfs. später wieder verwenden zu können.
Der vormalige Vereinsvorsitzende des Vereins für selbstspielende Musikinstrumente, Dr. Jürgen Hocker entwickelte in den 80er Jahren zusammen mit einem Elektronikspezialisten ein System, das mittels MIDI-Daten gleich zwei Klaviere anzusteuern ermöglicht, zum einen den privaten Bösendorfer 225 (Flügel im Besitz Dr. Hockers), zum anderen einen Welte-Vorsetzer, um ihn an ein beliebiges vorhandenes Klavier oder einen Flügel zu stellen.